# Françoise Ardré
Françoise Ardré (de son nom complet : Françoise, Édith, Lucienne Ardré), née le 17 février 1931 à Paris XIIe et morte le 9 février 2010 à Saint-Rémy-lès-Chevreuse (Yvelines), est une phycologue française qui découvre au Portugal et à l'île d'Yeu, une algue rouge à laquelle est attribué le nom de Pterosiphonia ardreana en son honneur.

## Biographie

### Carrière
En octobre 1956 parrainée par Marius Chadefaud, Françoise Ardré entre au laboratoire de cryptogamie du Muséum national d'histoire naturelle de Paris, comme attachée de recherche du CNRS,. Elle conduit notamment un programme de recherches au Portugal, en Espagne (Cadaqués) et en France (Ile d'Yeu). Plongeant en apnée et sans combinaison de plongée dans les eaux froides de l'océan, elle cueille elle-même les spécimens qu'elle étudie.
Durant l'été de 1960, accueillie par la famille Boitel sur l’île d'Yeu, Françoise Ardré retrouve la rarissime algue rouge appelée ensuite « Pterosiphonia ardreana » qu’elle a précédemment découverte au Portugal, en effectuant des plongées au cap des corbeaux.
Le 1er novembre 1963, Françoise Ardré intègre le corps des assistants du Muséum et celui des maîtres-assistants au mois d’octobre 1969. En 1971, elle obtient le doctorat d'État de sciences pour sa contribution à l’étude des algues marines découvertes au Portugal. Cette étude est menée sur la direction des professeurs de la faculté des sciences de Paris : Marius Chadefaud et Jean Feldmann.
En 1984, Françoise Ardré est maître de conférences, puis professeur en 1992, où elle prolonge son activité au sein du laboratoire de cryptogamie sur l'étude, l’entretien et l’accroissement des collections d’algues et comme professeur jusqu'en 1997,. Elle prend la direction du département de phycologie dans le même lieu.
Elle mène également une activité comme rédactrice-en-chef de la « Revue algologique » devenue « Cryptogamie, Algologie », fondée par Pierre Allorge (1891-1944), Gontran Hamel (1883-1944) et Robert Lami (1889-1983).
Françoise Ardré se fait connaître par son étude de la flore phycologique réalisée et découverte au Portugal. Celle-ci, comprend de nombreuses observations sur la distribution verticale et horizontale des algues, suivie de la morphologie, la morphogénèse des Rhodomélacées (Rhodomelaceae) et des Céramiacées (Ceramiaceae). Réalisant des cultures au laboratoire de Biarritz, elle étudie le cycle de vie de Gymnogongrus.
Son principal ouvrage est la Contribution à l'étude des Algues Marines du Portugal I: La Flore (en anglais : Contribution to the Study of the Marine Algas of Portugal I: Flora).

### Vie privée
En 1965, elle se marie avec le paléontologue Léonard Ginsburg (1927-2009) à l'église de Conches-sur-Gondoire. Elle épouse en secondes noces l'artiste peintre Pierre Béchon-Sauzeau (1924-2006), le 24 mars 1989 dans le XIIe arrondissement de Paris. Ses cendres sont déposées au second sous-sol du cimetière du Père-Lachaise à Paris. La plaque apposée dessus comprend un Carré Sator.

## Publications
- [1958] F. Cabañas Ruesgas, Françoise Ardré, Édouard Fischer-Piette (1899-1988) et J. Seoane, Institut océanographique, Petite contribution à une monographie bionomique de la Ria de Vigo (en), Monaco, Impr. Nationale, 1958, 56 p., grand in-8° (OCLC 493183907, BNF 32626593, SUDOC 094224897, présentation en ligne).
- [1968] Titres et travaux scientifiques, Paris, Masson & Cie, 1968, 42 p., 27 cm (OCLC 819175394, SUDOC 16451080X, présentation en ligne).
- [1970] Françoise Ardré et Roger Heim (dir.), « Algologie : Causes possibles des variations (de petite ou de grande amplitude) dans le temps, de la végétation marine », Comptes rendus hebdomadaires des séances de l'Académie des sciences, série D, Sciences naturelles, Paris, Gauthier-Villars, no 271,‎ juillet-août 1970, p. 1501 / 2543 (lire en ligne, consulté le 19 août 2021).
- [1971] Paris VI, Contribution à l'étude des algues marines du Portugal (Thèse. Sc. nat.), Biarritz (Pyrénées-Atlantiques), éditions Cino Del Duca, 1971, 115 p., 24 cm (OCLC 29809660, BNF 35918803, SUDOC 008585717, présentation en ligne).
- [1982] Françoise Ardré, Ir. Hardy-Halos et L. Saldanha, Observations nouvelles sur la morphologie et la répartition géographique de trois ceramiales : Ceramium cinnabarinum, Mesothamnion caribaeum et Ctenosiphonia hypneoides, 1982.
- [1987] Observations sur quelques espèces du genre Centroceras (Ceramiaceae, Rhodophyta), 1987.

### Article
- [1977] Laboratoire de cryptogamie, « Sur le cycle du schizymenia dubyi (Chauvin ex Duby) J. Agardh (Némastomacée, Gigartinale) », Revue algologique, Paris, MNHN, t. XII, fasc. 1-2,‎ 1977, p. 73-86 / 136 (lire en ligne, consulté le 20 août 2021).

## Françoise Ardré dans la culture
Plusieurs portraits de Françoise Ardré ont été réalisés par les peintres Maurice Boitel et Pierre Béchon-Sauzeau, son second époux.